# Kecamatan Kayan Selatan
Kecamatan Kayan Selatan (indonesiska: Kayan Selatan) är ett distrikt i Indonesien.   Det ligger i provinsen Kalimantan Utara, i den nordvästra delen av landet, 1 200 km nordost om huvudstaden Jakarta.